# ザ・クレーター (バンド)
ザ・クレーター（The Crater）は日本のロックバンド。

## 概要
2002年、ボーカルのキクナガ シンスケ(ex コマザワ☆スタイル)とドラムのシモセ ユウゾウ(ex 髭-HiGE-)を中心に結成。
2024年1月、Guitar スギヤマ ヒデキ が加入。

## メンバー
キクナガ シンスケ/菊永 真介
千葉県印旛郡出身。
ボーカル・ギター担当。
シモセ ユウゾウ/下瀬 裕蔵
山口県下関市出身。
ドラム・コーラス担当。
スギヤマ ヒデキ/杉山秀樹
ギター・コーラス担当。

## バンド経歴
- 2004年11月 コンピレーションアルバム『Your natural musicianship』に参加。（レーベル：SUN EAST RECORDS）
- 2010年10月 ミニアルバム『リハーサル』でインディーズデビュー。
- 2012年12月 フルアルバム『僕とロック』を発表。
- 2013年01月 フルアルバム『僕とロック』リード曲の「Free Generation」がエフエム石川2013年1月度のPOWER PLAY「MUSIC PICK UP」に選出。12週にわたり100位以内にチャートイン（最高位 31位）。
- 2013年11月 「Red Bull Live on the Road 2013」のファイナリストに選出。 [1]
- 2014年04月 ミニアルバム『IN & OUT』を配信とHP通販及びライブ会場販売限定リリース。
- 2015年07月 フルアルバム『地下室はパラダイス』を発表。[2]
- 2016年04月 シングル『ハッピーエンド / グッバイ』を発表。
- 2017年04月 シングル『夢の途中』を発表。
- 2018年08月 ミニアルバム『THIS IS BAND MAGIC！』を発表。
- 2020年07月 ミュージックビデオ『ラマーズ』を発表。
- 2022年07月 エマージェンザ・ミュージック・フェスティバル 2022 日本決勝出場、4位入賞。

## フェス・学園祭 出演
- 2005年11月　KOKORAHEN presents SHIBUYA HEART ATTACK!!
- 2007年11月　デザインフェスタ vol.26
- 2011年06月　サカエスプリング(主催 ZIP-FM)
- 2011年08月　成田ふるさと祭り
- 2013年08月　サマーソニック 2013 [3]
- 2013年10月　MINAMI WHEEL 2013(主催 FM802)
- 2013年11月　徽音祭 (お茶の水女子大学 学園祭)
- 2013年11月　TOKYO BOOT UP! 2013
- 2013年11月　Red Bull Live on the Road 2013 Final stage
- 2014年11月　デザインフェスタ vol.40
- 2019年11月　Bangkok Music City 2019
- 2022年07月　エマージェンザ・ミュージック・フェスティバル 2022 日本決勝

## ツアー
- 2013年1～11月『僕とロックの旅』　(9都府県・18公演)
- 2014年4月23日～12月21日 『ザ・クレーター「IN & OUT」TOUR 2014』　(24都府県・32公演)
- 2015年7月11日～2016年3月4日 『ライブハウスはパラダイス！』　(19都府県・43公演)
- 2016年4月10日～2016年10月21日 『終わって始まる』　(22都府県・30公演)
- 2016年10月21日〜 2017年4月26日 『楽団とワゴンのステップ』　(24都府県・47公演)
- 2017年9月29日～11月22日 『秋の出張大作戦！』　(9都県・11公演)
- 2018年9月7日～11月22日 『BAND MAGIC IS THIS！』　(24都府県・28公演)

## CD
- リハーサル（ミニアルバム／2010年10月27日／clear）
- 僕とロック（フルアルバム／2012年12月12日／Comestock Records）
- IN & OUT（ミニアルバム／2014年04月23日／Comestock Records）
- 地下室はパラダイス（フルアルバム／2015年07月08日／Comestock Records）
- ハッピーエンド / グッバイ（シングル／2016年04月10日／Comestock Records）
- THIS IS BAND MAGIC！（ミニアルバム／2018年08月22日／Comestock Records）
- ラマーズ（シングル／2020年04月9日／Comestock Records）